# در شهر غافر (غافروبارمون)
در شهر غافر (بالفارسية: درشهر گافر) هي قرية تقع في إيران في قسم غافروبارمون الريفي. يقدر عدد سكانها بـ 134 نسمة بحسب إحصاء 2016.